# Gouden Schelp

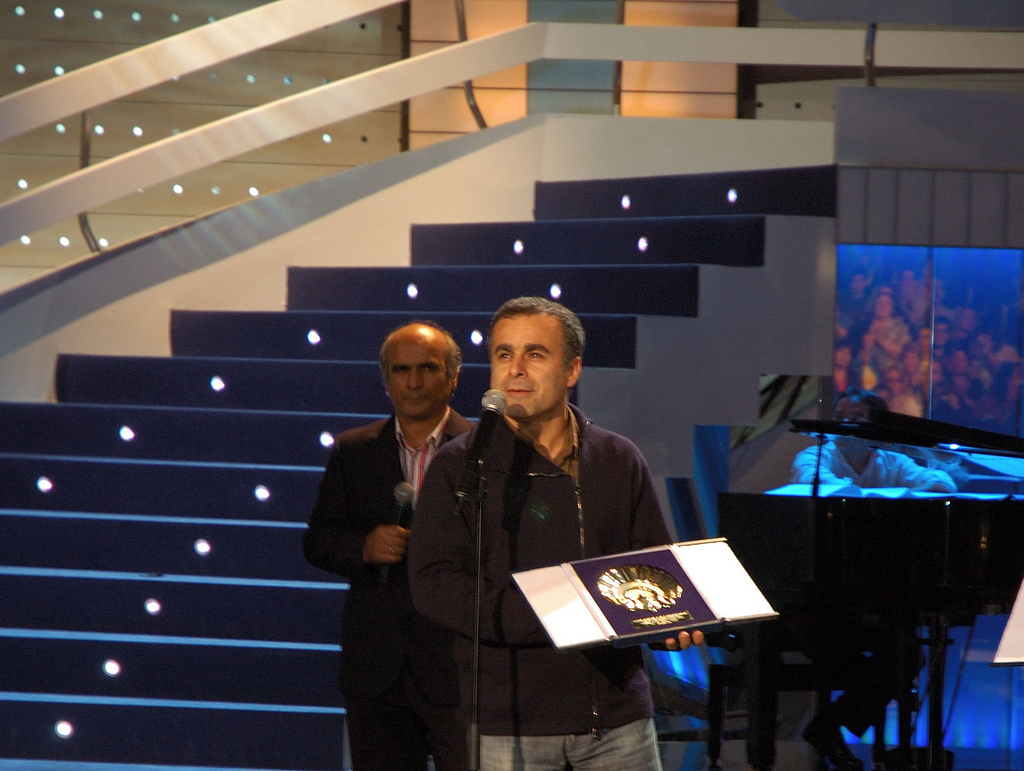
Gedeeld winnaar Bahman Ghobadi met de Gouden Schelp in 2006

De Gouden Schelp (Spaans: Concha de Oro, Baskisch: Urrezko Maskorra) is de hoofdprijs in de competitie op het Internationaal filmfestival van San Sebastian. De prijs werd geïntroduceerd in 1957. Voorheen in 1953 en 1954 werd deze prijs de Gran Premio genoemd en in 1955 en 1956 werd de naam vervangen door de Zilveren Schelp, vooraleer hij zijn huidige naam kreeg.

## Winnaars
| Jaar                | Film                                              | Regisseur                          | Land                                          |
| ------------------- | ------------------------------------------------- | ---------------------------------- | --------------------------------------------- |
| 1953 (1ste editie)  | La guerra de Dios                                 | Rafael Gil                         | Spanje                                        |
| 1954 (2de editie)   | Sierra maldita                                    | Antonio del Amo                    | Spanje                                        |
| 1955 (3de editie)   | Giorni d'amore                                    | Giuseppe de Santis                 | Italië                                        |
| 1956 (4de editie)   | Il ferroviere                                     | Pietro Germi                       | Italië                                        |
| 1957 (5de editie)   | La nonna Sabella                                  | Dino Risi                          | Italië                                        |
| 1958 (6de editie)   | Ewa chce spac                                     | Tadeusz Chmielewski                | Polen                                         |
| 1959 (7de editie)   | The Nun's Story                                   | Fred Zinnemann                     | Verenigde Staten                              |
| 1960 (8ste editie)  | Romeo, Juliet a Tma                               | Jiri Weiss                         | Tsjecho-Slowakije                             |
| 1961 (9de editie)   | One-Eyed Jacks                                    | Marlon Brando                      | Verenigde Staten                              |
| 1962 (10de editie)  | L'isola di Arturo                                 | Damiano Damiani                    | Italië                                        |
| 1963 (11de editie)  | Mafioso                                           | Alberto Lattuada                   | Italië                                        |
| 1964 (12de editie)  | America, America                                  | Elia Kazan                         | Verenigde Staten                              |
| 1965 (13de editie)  | Zlatá reneta Mirage (gedeeld)                     | Otakar Vávra Edward Dmytryk        | Tsjecho-Slowakije Verenigde Staten            |
| 1966 (14de editie)  | I Was Happy Here                                  | Desmond Davis                      | Verenigd Koninkrijk                           |
| 1967 (15de editie)  | Two for the Road                                  | Stanley Donen                      | Verenigde Staten                              |
| 1968 (16de editie)  | The Long Day's Dying                              | Peter Collinson                    | Verenigd Koninkrijk                           |
| 1969 (17de editie)  | The Rain People                                   | Francis Ford Coppola               | Verenigde Staten                              |
| 1970 (18de editie)  | Ondata di calore                                  | Nelo Risi                          | Italië                                        |
| 1971 (19de editie)  | Le genou de Claire                                | Eric Rohmer                        | Frankrijk                                     |
| 1972 (20ste editie) | The Good Mother                                   | Tom Gries                          | Verenigde Staten                              |
| 1973 (21ste editie) | El espíritu de la colmena                         | Víctor Erice                       | Spanje                                        |
| 1974 (22ste editie) | Badlands                                          | Terrence Malick                    | Verenigde Staten                              |
| 1975 (23ste editie) | Furtivos                                          | José Luis Borau                    | Spanje                                        |
| 1976 (24ste editie) | Tabor ujodit v niebo                              | Emil Loteanu                       | Sovjet-Unie                                   |
| 1977 (25ste editie) | Neokonchennaya pyesa dlya mekhanicheskogo pianino | Nikita Mikhalkov                   | Sovjet-Unie                                   |
| 1978 (26ste editie) | Alambrista!                                       | Robert M. Young                    | Verenigde Staten                              |
| 1979 (27ste editie) | Ossenij marafon                                   | Georgi Daneliya                    | Sovjet-Unie                                   |
| 1980 (28ste editie) | Dyrygent                                          | Andrzej Wajda                      | Polen                                         |
| 1981 (29ste editie) | Storie di ordinaria follia                        | Marco Ferreri                      | Italië                                        |
| 1982 (30ste editie) | Demonios en el jardín                             | Manuel Gutiérrez Aragón            | Spanje                                        |
| 1983 (31ste editie) | Coup de foudre                                    | Diane Kurys                        | Frankrijk                                     |
| 1984 (32ste editie) | Rumble Fish                                       | Francis Ford Coppola               | Verenigde Staten                              |
| 1985 (33ste editie) | Yesterday                                         | Radoslaw Piwowarski                | Polen                                         |
| 1986 (34ste editie) | La mitad del cielo                                | Manuel Gutiérrez Aragón            | Spanje                                        |
| 1987 (35ste editie) | Urs al-jalil                                      | Michel Khleifi                     | België - Frankrijk - Israël                   |
| 1988 (36ste editie) | On the Black Hill                                 | Andrew Grieve                      | Verenigd Koninkrijk                           |
| 1989 (37ste editie) | Homer and Eddie La nación clandestina (gedeeld)   | Andrei Konchalovski Jorge Sanjinés | Verenigde Staten Bolivia                      |
| 1990 (38ste editie) | Las cartas de Alou                                | Montxo Armendáriz                  | Spanje                                        |
| 1991 (39ste editie) | Alas de Mariposa                                  | Juanma Bajo Ulloa                  | Spanje                                        |
| 1992 (40ste editie) | Un lugar en el mundo                              | Adolfo Aristarain                  | Argentinië                                    |
| 1993 (41ste editie) | Principio y fin Sara (gedeeld)                    | Arturo Ripstein Dariush Mehrjui    | Mexico Iran                                   |
| 1994 (42ste editie) | Días contados                                     | Imanol Uribe                       | Spanje                                        |
| 1995 (43ste editie) | Margaret's Museum                                 | Mort Ransen                        | Canada - Verenigd Koninkrijk                  |
| 1996 (44ste editie) | Bwana Trojan Eddie (gedeeld)                      | Imanol Uribe Gillies Mackinnon     | Spanje Ierland                                |
| 1997 (45ste editie) | Rien ne va plus                                   | Claude Chabrol                     | Frankrijk                                     |
| 1998 (46ste editie) | El viento se llevó lo qué                         | Alejandro Agresti                  | Argentinië - Frankrijk - Nederland - Spanje   |
| 1999 (47ste editie) | C'est quoi la vie?                                | François Dupeyron                  | Frankrijk                                     |
| 2000 (48ste editie) | La perdición de los hombres                       | Arturo Ripstein                    | Mexico – Spanje                               |
| 2001 (49ste editie) | Taxi para tres)                                   | Orlando Lübbert                    | Chili                                         |
| 2002 (50ste editie) | Los lunes al sol                                  | Fernando León de Aranoa            | Spanje - Frankrijk - Italië                   |
| 2003 (51ste editie) | Schussangst                                       | Dito Tsintsadze                    | Duitsland                                     |
| 2004 (52ste editie) | Lakposhtha parvaz mikonand                        | Bahman Ghobadi                     | Iran - Irak                                   |
| 2005 (53ste editie) | Štěstí                                            | Bohdan Sláma                       | Tsjechië                                      |
| 2006 (54ste editie) | Niwemang Mon fils à moi (gedeeld)                 | Bahman Ghobadi Martial Fougeron    | Iran Frankrijk                                |
| 2007 (55ste editie) | A Thousand Years of Good Prayers                  | Wayne Wang                         | Verenigde Staten                              |
| 2008 (56ste editie) | Pandora'nın kutusu                                | Yeşim Ustaoğlu                     | Turkije - België - Frankrijk - Duitsland      |
| 2009 (57ste editie) | Nánjīng! Nánjīng!                                 | Lu Chuan                           | China                                         |
| 2010 (58ste editie) | Neds                                              | Peter Mullan                       | Verenigd Koninkrijk - Frankrijk - Italië      |
| 2011 (59ste editie) | Los pasos dobles                                  | Isaki Lacuesta                     | Spanje - Zwitserland                          |
| 2012 (60ste editie) | Dans la maison                                    | François Ozon                      | Frankrijk                                     |
| 2013 (61ste editie) | Pelo Malo                                         | Mariana Rondón                     | Venezuela- Peru- Duitsland                    |
| 2014 (62ste editie) | Magical Girl                                      | Carlos Vermut                      | Spanje                                        |
| 2015 (63ste editie) | Þrestir (Sparrows)                                | Rúnar Rúnarsson                    | IJsland Denemarken Kroatië                    |
| 2016 (64ste editie) | Wo bu shi Pan Jin Lian                            | Feng Xiaogang                      | China                                         |
| 2017 (65ste editie) | The Disaster Artist                               | James Franco                       | Verenigde Staten                              |
| 2018 (66ste editie) | Entre dos aguas                                   | Isaki Lacuesta                     | Spanje                                        |
| 2019 (67ste editie) | Pacified                                          | Paxton Winters                     | Brazilië Verenigde Staten                     |
| 2020 (68ste editie) | Beginning                                         | Dea Kulumbegashvili                | Frankrijk Georgië                             |
| 2021 (69ste editie) | Crai Nou                                          | Alina Grigore                      | Roemenië                                      |
| 2022 (70ste editie) | Los reyes del mundo                               | Laura Mora                         | Colombia Luxemburg Frankrijk Mexico Noorwegen |